# Рысаков, Николай Иванович
Никола́й Ива́нович Рысако́в (2 (14) мая 1861, завод Ку́рдюг, Арбозерская волость, Белозерский уезд, Новгородская губерния (ныне посёлок Ку́рдюг Белозерского района Вологодской области) — 3 (15) апреля 1881, Санкт-Петербург) — русский революционер, активный член террористической организации «Народная воля» и один из двух непосредственных исполнителей убийства российского императора Александра II 1 марта 1881 года.

## Биография
Происходил из мещанской семьи управляющего лесопильным заводом Ивана Сергеевича и Матрёны Николаевны Рысаковых. Окончил Вытегорское уездное училище, а затем Череповецкое реальное уездное училище в Новгородской губернии, где учитель-нигилист оказал огромное воздействие на набожного и отлично учившегося Рысакова. В 1878 году поступил в Горный институт в Петербурге, но вскоре бросил учение, попав под влияние народовольцев.

Присоединился к «Народной воле» в 1879 году, готовился стать агитатором среди рабочих. Особое влияние на него имел Андрей Желябов, плативший Рысакову ежемесячно 30 рублей. Предложил свои услуги руководству «Народной воли» для совершения террористического акта.

1 марта 1881 года бросил в бронированную карету императора первую бомбу: Александр не пострадал, но взрывом были убиты несколько прохожих, в том числе 14-летний мальчик. Рысаков, убегая с места преступления, поскользнулся на тротуаре и был схвачен оказавшимся рядом мостовым сторожем на конно-железной дороге крестьянином Михаилом Назаровым. Император, подойдя к нему, спросил его имя и звание; Рысаков назвался мещанином Глазовым, по паспорту которого он жил в Петербурге. Согласно показаниям подпоручика Рудыковского, когда последний, подбежав, спросил «Что с Государем?», тот сказал «славу Богу, я уцелел, но вот…» и показал на раненых взрывом конвойного казака и крестьянского мальчика Николая Максимова; в ответ на слова императора, по показаниям Рудыковского (другие этого не показали), Рысаков зло усмехнулся: «Ещё слава ли Богу?»
Император подошёл к парапету Екатерининского канала; тем временем стоявший на набережной Игнатий Гриневицкий бросил под ноги царя вторую бомбу. Вторым взрывом были смертельно ранены и умерли в тот же день и император, и Гриневицкий.
Так как тело Гриневицкого долгое время не было опознано, а детали покушения неизвестны широкой публике, то многие поначалу считали непосредственным цареубийцей именно Рысакова. Так, его тепло поприветствовал в тюрьме арестованный накануне покушения Желябов, с которым ему была устроена очная ставка, а потом просил судить себя вместе с ним, называя Николая «юным героем». В Париже анархисты устроили демонстрацию, выставив портрет Рысакова.
Оказавшись перед неминуемой перспективой смертной казни, несовершеннолетний Рысаков стал стремиться любым образом её избежать. Сразу же после ареста он дал обширные показания, благодаря которым полиция раскрыла конспиративную квартиру на Тележной улице, где жили Геся Гельфман и застрелившийся при аресте Николай Саблин. 3 марта 1881 года в той же квартире был задержан Тимофей Михайлов. Рысаков дал также показания на Софью Перовскую, Веру Фигнер («брюнетку»), Ивана Емельянова и сообщил следствию, в общем, всё, что ему было известно о «Народной воле».
Действующее законодательство было отчасти на стороне Рысакова — как несовершеннолетний, он не подлежал большим срокам заключения каторжных работ, однако уложение о наказаниях не предусматривало автоматического помилования несовершеннолетних, заслуживавших смертной казни (высшая мера наказания была «вне возраста»). Несомненным было и влияние на него со стороны взрослых, и чистосердечное раскаяние. Несмотря на протесты его защитника — присяжного поверенного А. М. Унковского — Особое присутствие Правительствующего Сената приговорило Рысакова к смертной казни, а затем нашло его прошение о помиловании «не заслуживающим уважения». Хотя смягчающие обстоятельства были найдены фактически бесспорными, однако суд не был готов их учитывать при рассмотрении столь «неслыханного злодеяния». Александр III утвердил приговор всем обвиняемым.
3 апреля 1881 года был повешен на Семёновском плацу вместе с Кибальчичем, Михайловым, Перовской и Желябовым. Они отказались проститься с Рысаковым на эшафоте, считая его предателем.
Ряд народовольцев, в частности, А. В. Тырков, впоследствии утверждал, что Рысаков, хотя и давший обширные показания следствию, заслуживает (с точки зрения революционеров) жалости и снисхождения.
«Свои социалистические убеждения я почерпнул из крестьянства, убеждения эти правильно сформировались только за последние два года, когда я сумел их подвести под известные уже в науке формулы. Я убежден в том, что вся масса страданий низшего класса всякого государства, что деления всякого народа на два весьма не похожих друг на друга лагеря — имущих и неимущих, что порабощение неимущих имущими и т. д. происходит от существующего строя, который я называю либеральным».